# Хайдер-Маурер, Андреас
Андреас Хайдер-Маурер  (нем. Andreas Haider-Maurer; родился 22 марта 1987 года в Цветле, Австрия) — австрийский профессиональный теннисист.

## Общая информация
Андреас — один из двух сыновей Элфрид и Вильгельма Хайдеров-Мауреров; его брата зовут Марио.
Австриец в теннисе с семи лет. Любимые покрытия — грунт и трава, лучший удар — подача.

## Спортивная карьера
В профессиональном туре ATP с 2005 года. В 2006 году выиграл первый турнир серии ITF Futures. В 2007 выигрывает ещё два Futures, а также дебютирует на турнире основного тура ATP в Вене. В 2010 году, пройдя квалификационный отбор Андреас дебютирует в основной сетке турнира серии Большого шлема — в США, где в первом раунде проигрывает шведу Робину Сёдерлингу.
Неожиданного результата для специалистов Андреасу удалось достичь на турнире ATP в Вене в октябре 2011 года. Заменив на турнире выбывшего из-за травмы Эрнеста Гулбиса, ему удалось обыграть в основной сетке по очереди Томаса Мустера 6-2, 7-6(5), Андреаса Сеппи 6-3, 6-7(7), 7-6(2), Марина Чилича 7-6(1), 6-4 и Михаэля Беррера 7-6(6), 6-7(1), 6-3 и тем самым обеспечить для себя выход в финал турнира. В решающем поединке он проиграл своему соотечественнику Юргену Мельцеру 7-6(10), 6-7(4), 4-6. После этого успешно выступает на «челленджере» в Ташкенте, где доходит до полуфинала.
В 2011 году выигрывает свой первый турнир серии «челленджер» в Кальтаниссетте. Затем Андреас выступает на Roland Garros и Уимблдоне, где он уступает во втором круге. Очень успешными стали для него турниры в Бостаде и в Гштаде, где он дошел до четвертьфинала. Если в первом турнире он не смог ничего противопоставить испанцу Давиду Ферреру, уступив ему 6-1, 6-1, то в Гштаде он уступил россиянину Михаилу Южному только в третьей партии со счетом 4-6, 7-5, 4-6. После этих турниров он поднялся на высшую для себя 70-ю строчку в рейтинге. Однако затем он не смог выиграть ни одного матча до октября, а проиграв Кевину Андерсону в первом круге турнира в Вене, он вылетел из первой сотни рейтинга.
2012 год начинался для Андреаса неудачно. Проиграв на старте сезона несколько матчей он опустился на 160-е место в рейтинге. Однако затем он прошел отборочный турнир Открытого чемпионата Франции, где в первом раунде уступил австралийцу Бернарду Томичу, дошел до финала в «челленджерах» в Марбурге, в Сан-Бенедетто-дель-Тронто и в Бане-Луке, победил в Комо и в Брашове. Благодаря этим успехам Андреас вновь вошёл в первую сотню рейтинга ATP.
2013 год начался для него с поражения во втором круге турнира в Сиднее. Затем он не смог пройти в основную сетку турниров в Мельбурне, Роттердаме, Майами, Барселоне. Однако он смог попасть в основной турнир Открытого чемпионата Франции по теннису, где он в 1 круге уступил Николасу Альмагро в 4 сетах. Лучшим результатом является выход в полуфинал челленджера в Фюрте, где он уступил Жуану Соузе 6-4, 4-6, 6-2.
8 сентября в финале в Брашове была одержана победа над соотечественником Геральдом Мельцером 2:1 (6:7, 6:4, 6:2).
Провальная концовка 2013 года не позволила Андреасу попасть в основную сетку Открытого чемпионата Австралии по теннису 2014, поэтому сезон австриец начал в немецком Хайльбронне, дойдя до четвертьфинала местного челленджера. В апреле принимал участие в матче Кубка Дэвиса со Словакией, сыграв два матча: уступив в 5 сетах Лукашу Лачко, но выиграв у Норберта Гомбоша. На Ролан Гаррос Анди уверенно прошел квалификацию и смог совершить свой первый «камбэк», обыграв Даниэля Брандса, но всухую проиграл Иво Карловичу. На Уимблдоне также дошел до второго раунда, где в 4 партиях проиграл Марину Чиличу. На Открытом чемпионате США по теннису в первом круге был обыгран Роберто-Баутистой-Агутом.
Впечатляющие успехи на челленджерах: третий подряд титул в Брашове, победа в Трнаве, финал в Сан-Бенедетто, полуфиналы в Остраве, Тоди, Фюрте и Баня-Луке позволили Андреасу квалифицироваться на Финал мирового тура ATP Challenger в Сан-Пауло, где Хайдер-Маурер занял третье место в.группе.
По итогам 2014 года Андреас заработал свой первый миллион призовых, закончил год в первой сотне рейтинга, став 82, и получил возможность дебютировать на Открытом чемпионате Австралии по теннису в 2015.
Сезон 2018 года
В первом круге Открытого чемпионата Австралии по теннису в одиночном разряде Андреас проиграл Александру Долгополову с Украины и покинул турнир в Мельбурне. В итоге в 2018 году одержал только одну победу в официальных матчах — 19 июня в поединке против чеха Марека Яловица на турнире в Попраде (Словакия), остальные все матчи в период с 5 октября 2017 года до 14 августа 2018 года Андреас уступил. До конца сезона с августа не участвовал в турнирах.

## Рейтинг на конец года
| Год  | Одиночный рейтинг | Парный рейтинг |
| 2015 | 63                | 701            |
| 2014 | 82                | 991            |
| 2013 | 112               |                |
| 2012 | 112               | 1 170          |
| 2011 | 128               | 505            |
| 2010 | 119               | 398            |
| 2009 | 196               | 331            |
| 2008 | 290               | 386            |
| 2007 | 247               | 429            |
| 2006 | 447               | 814            |
| 2005 | 934               | 1 269          |
| 2004 | 1 463             |                |

## Выступления на турнирах

### Финалы турнировATPв одиночном разряде (1)

#### Поражения (1)
| Легенда                    |
| -------------------------- |
| Турниры Большого шлема (0) |
| Финал АТР-тура (0)         |
| ATP Мастерс 1000 (0)       |
| АТР 500 (0)                |
| АТР 250 (0)                |

| Титулы по покрытиям | Титулы по месту проведения матчей турнира |
| ------------------- | ----------------------------------------- |
| Хард (0)            | Зал (0)                                   |
| Грунт (0)           | Зал (0)                                   |
| Трава (0)           | Открытый воздух (0)                       |
| Ковёр (0)           | Открытый воздух (0)                       |

| №  | Дата            | Турнир        | Покрытие | Соперник в финале | Счёт               |
| 1. | 31 октября 2010 | Вена, Австрия | Хард(i)  | Юрген Мельцер     | 7-6(10) 6-7(4) 4-6 |

### Финалы челленджеров и фьючерсов в одиночном разряде (28)

#### Победы (18)
| Условные обозначения |
| Челленджеры (9)      |
| Фьючерсы (9+4)       |

| Титулы по покрытиям | Титулы по месту проведения матчей турнира |
| ------------------- | ----------------------------------------- |
| Хард (4+1)          | Зал (0)                                   |
| Грунт (14+3)        | Зал (0)                                   |
| Трава (0)           | Открытый воздух (18+4)                    |
| Ковёр (0)           | Открытый воздух (18+4)                    |

| №   | Дата             | Турнир                  | Покрытие | Соперник в финале        | Счёт           |
| 1.  | 9 июля 2006      | Тельфс, Австрия         | Грунт    | Томас Шисслинг           | 0-6 6-3 6-2    |
| 2.  | 26 ноября 2006   | Рамат-ха-Шарон, Израиль | Хард     | Тимо де Баккер           | 6-4 6-4        |
| 3.  | 24 июня 2007     | Л’Акуила, Италия        | Грунт    | Хуан-Альберт Вилока-Пуиг | 7-5 6-4        |
| 4.  | 12 августа 2007  | Ирднинг, Австрия        | Грунт    | Марко Ткалец             | 6-3 6-4        |
| 5.  | 23 ноября 2008   | Рамат-ха-Шарон, Израиль | Хард     | Ян Мертль                | 6-7(3) 6-2 6-4 |
| 6.  | 30 ноября 2008   | Рамат-ха-Шарон, Израиль | Хард     | Себастьян Ришик          | 7-6(4) 6-4     |
| 7.  | 15 февраля 2009  | Абиджан, Кот-д’Ивуар    | Хард     | Бенжамен Баллере         | 6-2 3-6 6-2    |
| 8.  | 5 июля 2009      | Монтобан, Франция       | Грунт    | Жонатан Даньер де Вежи   | 6-2 6-4        |
| 9.  | 28 марта 2010    | Рим, Италия             | Грунт    | Малик Джазири            | 6-3 7-5        |
| 10. | 27 марта 2011    | Кальтаниссетта, Италия  | Грунт    | Маттео Виола             | 6-1 7-6(1)     |
| 11. | 2 сентября 2012  | Комо, Италия            | Грунт    | Жуан Соуза               | 6-3 6-4        |
| 12. | 9 сентября 2012  | Брашов, Румыния         | Грунт    | Адриан Унгур             | 3-6 7-5 6-2    |
| 13. | 7 июля 2013      | Тимишоара, Румыния      | Грунт    | Рубен Рамирес Идальго    | 6-4 3-6 6-4    |
| 14. | 21 июля 2013     | Познань, Польша         | Грунт    | Дамир Джумхур            | 4-6 6-1 7-5    |
| 15. | 8 сентября 2013  | Брашов, Румыния         | Грунт    | Геральд Мельцер          | 6-7(9) 6-4 6-2 |
| 16. | 7 сентября 2014  | Брашов, Румыния         | Грунт    | Гийом Руфен              | 6-3 6-2        |
| 17. | 21 сентября 2014 | Трнава, Чехия           | Грунт    | Антонио Веич             | 2-6 6-3 7-6(4) |
| 18. | 23 августа 2015  | Мербуш, Германия        | Грунт    | Карлос Берлок            | 6-2 6-4        |

#### Поражения (10)
| №   | Дата             | Турнир                            | Покрытие | Соперник в финале | Счёт            |
| 1.  | 26 марта 2006    | Гавана, Куба                      | Хард     | Мартин Виларруби  | 3-6 2-6         |
| 2.  | 8 июля 2007      | Фанданс, Австрия                  | Грунт    | Ян Масик          | 6-7(5) 2-6      |
| 3.  | 9 сентября 2007  | Дюссельдорф, Германия             | Грунт    | Денис Гремельмайр | 7-6(5) 2-6 4-6  |
| 4.  | 31 августа 2008  | Пёрчах-ам-Вёртерзе, Австрия       | Грунт    | Йоханнес Агер     | 1-6 0-2 — отказ |
| 5.  | 19 апреля 2009   | Анже, Франция                     | Грунт(i) | Гийом Руфен       | 3-6 6-2 4-6     |
| 6.  | 4 апреля 2010    | Фоджа, Италия                     | Грунт    | Алессио Ди Мауро  | 2-6 6-7(2)      |
| 7.  | 1 июля 2012      | Марбург, Германия                 | Грунт    | Ян Гайек          | 2-6 2-6         |
| 8.  | 15 июля 2012     | Сан-Бенедетто-дель-Тронто, Италия | Грунт    | Джанлука Назо     | 4-6 5-7         |
| 9.  | 16 сентября 2012 | Баня-Лука, Босния и Герцеговина   | Грунт    | Виктор Ханеску    | 4-6 1-6         |
| 10. | 13 июля 2014     | Сан-Бенедетто-дель-Тронто, Италия | Грунт    | Дамир Джумхур     | 3-6 3-6         |

### Финалы челленджеров и фьючерсов в парном разряде (16)

#### Победы (4)
| №  | Дата           | Турнир                | Покрытие | Партнёр            | Соперники в финале                              | Счёт               |
| 1. | 27 мая 2007    | Забже, Польша         | Грунт    | Армин Сандбихлер   | Юхан Брунстрём Филип Столт                      | 3-6 6-2 6-2        |
| 2. | 15 июля 2007   | Тельфс, Австрия       | Грунт    | Армин Сандбихлер   | Серхио Барберан-Микель Эдуалдо Бонет-Де Хисперт | 6-2 3-6 6-0        |
| 3. | 8 февраля 2009 | Абиджан, Кот-д’Ивуар  | Хард     | Пьер-Людовик Дюкло | Андре Бегеман Леонарду Тавариш                  | 6-1 6-7(5) [14-12] |
| 4. | 12 июля 2009   | Бурк-ан-Брес, Франция | Грунт    | Бастиан Книттель   | Фабрис Мартен Адиль Шамасдин                    | 3-6 7-5 [10-4]     |

#### Поражения (12)
| №   | Дата            | Турнир                  | Покрытие | Партнёр             | Соперники в финале                        | Счёт                 |
| 1.  | 24 июля 2005    | Крамзах, Австрия        | Грунт    | Кристиан Магг       | Марко Нойнтайбль Кристоф Палманшофер      | 4-6 0-6              |
| 2.  | 2 июля 2006     | Аниф, Австрия           | Грунт    | Кристоф Палманшофер | Штефан Виспайнер Бастиан Книттель         | 4-6 6-3 3-6          |
| 3.  | 3 декабря 2006  | Тель-Авив, Израиль      | Хард     | Кристоф Штайнер     | Филипп Де Бонневи Оливье Шарруа           | 3-6 3-6              |
| 4.  | 4 февраля 2007  | Бергхайм, Австрия       | Ковёр(i) | Армин Сандбихлер    | Филипп Освальд Мартин Фишер               | 6-7(9) 2-6           |
| 5.  | 23 августа 2008 | Карши, Узбекистан       | Хард     | Филипп Освальд      | Лукаш Кубот Оливер Марах                  | 4-6 4-6              |
| 6.  | 23 ноября 2008  | Рамат-ха-Шарон, Израиль | Хард     | Амир Хадад          | Бастиан Книттель Макс Радитшниг           | 7-6(8) 6-7(8) [5-10] |
| 7.  | 15 февраля 2009 | Абиджан, Кот-д’Ивуар    | Хард     | Пьер-Людовик Дюкло  | Кен Скупски Колин Флеминг                 | 3-6 6-7(3)           |
| 8.  | 5 июля 2009     | Монтобан, Франция       | Грунт    | Бастиан Книттель    | Шарль-Антуан Брезак Филипп Де Бонневи     | 6-7(3) 4-6           |
| 9.  | 15 ноября 2009  | Гуаякиль, Эквадор       | Грунт    | Ларс Пёршке         | Эмилио Гомес Хулио-Сесар Кампосано        | 7-6(2) 3-6 [8-10]    |
| 10. | 28 марта 2010   | Рим, Италия             | Грунт    | Бертрам Штайнбергер | Франческо Алди Даниэле Джорджини          | 4-6 2-6              |
| 11. | 3 октября 2010  | Неаполь, Италия         | Грунт    | Бастиан Книттель    | Симоне Ваньоцци Даниэль Муньос-де ла Нава | 6-1 6-7(5) [6-10]    |
| 12. | 3 апреля 2011   | Барлетта, Италия        | Грунт    | Мартин Фишер        | Игорь Зеленай Лукаш Росол                 | 3-6 2-6              |